# Winnsboro (Texas)
Winnsboro je město na hranicích okresů Wood County a Franklin County ve státě Texas ve Spojených státech amerických. K roku 2000 zde žilo 3 584 obyvatel. S celkovou rozlohou 9,5 km² byla hustota zalidnění 376 obyvatel na km².